# Piero da Vinci

Stemma da Vinci

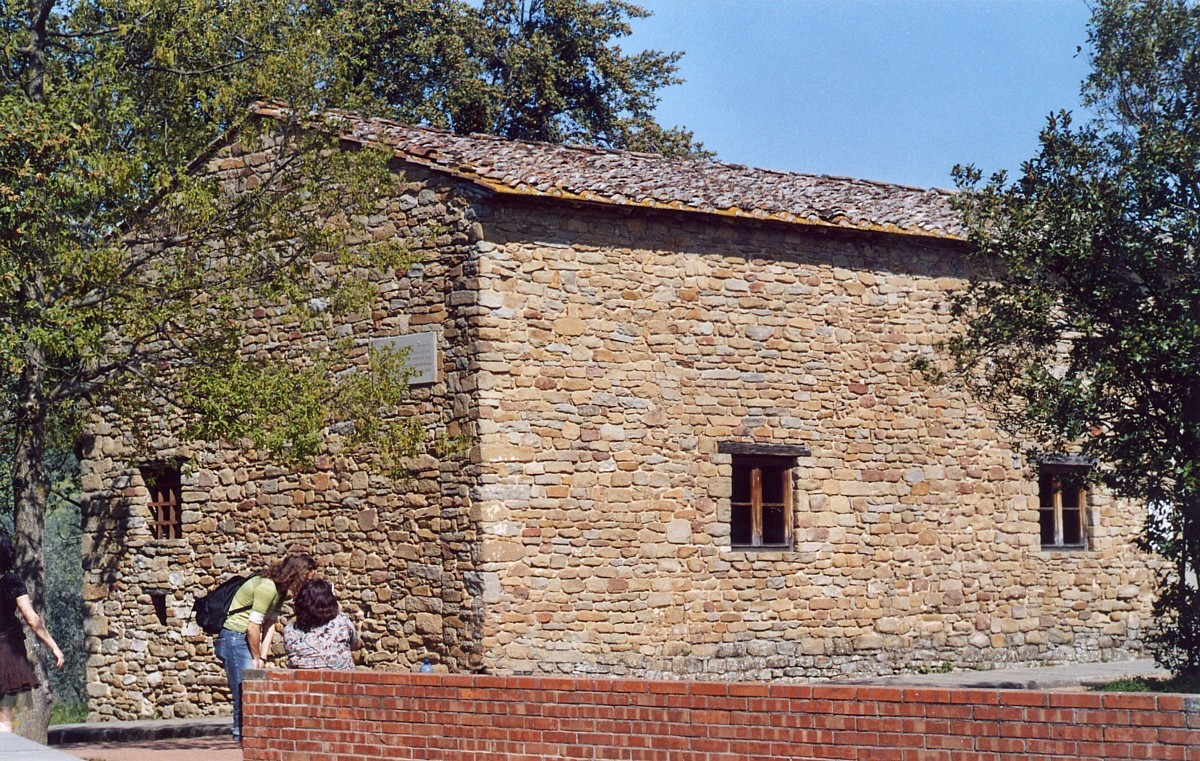
Casa Leonardo, Toscana, Vinci

Ser Piero da Vinci d'Antonio di ser Piero di ser Guido (19 aprile 1426 – 9 luglio 1504) fu padre di Leonardo da Vinci, notaio e uomo di cultura fiorentino.

## Biografia
Tutta la genealogia della sua famiglia è costellata di notai con una grande attività, documentata a partire da ser Guido di Michele (dal 1312). Ma furono notai anche figli di quest'ultimo, ser Piero (dal 1360) e ser Giovanni (dal 1359), impegnati presso lo Studio e le più alte Magistrature di Firenze.
Da ser Piero nacque Antonio, marito di una figlia di notaio di Bacchereto (Lucia di ser Piero Zosi) e padre dell'altro ser Piero che ebbe come figlio illegittimo Leonardo (nato il 15 aprile 1452).
Ser Piero, padre di Leonardo, cominciò a rogare almeno dal marzo 1448, gravitando attorno alla Badia Fiorentina. Abitò a Firenze nell'area poi occupata da palazzo Gondi, in piazza San Firenze e poi in via Ghibellina. Ebbe la bottega nella stessa strada, di fronte al fianco del Palazzo del Podestà. Ne era proprietario il monastero benedettino che l'affittò nel 1468 a lui e al collega ser Piero di Carlo del Viva (e dal 1477 a lui solo). La sepoltura di famiglia era nella Badia: un semplice chiusino circolare con lo stemma, ancora visibile nel XVIII secolo. Il notaio vi fu sepolto nel 1504, ma venne utilizzato anche da altri congiunti.
Ser Piero ebbe una lunga e prestigiosa carriera. Lavorò per i Medici, per la Badia Fiorentina, per il convento di San Pietro Martire e per la Santissima Annunziata, per la quale rogò l'atto di patronato delle cappelle della tribuna da parte del marchese di Mantova Ludovico Gonzaga il 7 settembre 1470.
I grossi volumi dei suoi protocolli sono conservati presso l'Archivio di Stato di Firenze e si chiudono con un atto del giugno 1504, che precede la morte. Sono largamente interessanti per la storia delle arti, la rilevanza dei personaggi che ne sono protagonisti, per la rarità del contenuto. Ser Piero da Vinci infatti fu anche un uomo di grande cultura artistica. Come testimonia l'aneddoto del Vasari sulla vendita con notevole profitto della famosa Medusa dipinta da Leonardo, capì il talento del figlio e scelse per lui la bottega del Verrocchio.

## Discendenza
Piero si sposò ben quattro volte. Come è noto, non sposò mai Caterina, da cui ebbe Leonardo. Contrasse invece quattro matrimoni legittimi:
1) il 6 gennaio 1453, poco dopo la nascita del primogenito, con Albiera di Giovanni Amadori (nata nel 1436), dalla quale ebbe due figli: 
- Antonia Francesca (16 giugno - 21 luglio 1463);
- n.n., nato morto il 15 giugno 1464

La coppia accudì amorevolmente il piccolo Leonardo, come testimoniano alcune note lasciate dal nonno Antonio. (non citato il documento)  Albiera morì appena ventottenne il 15 giugno 1464, quando la famiglia risiedeva già a Firenze, e venne sepolta in San Biagio. 
2) nel 1465 con la quindicenne Francesca di ser Giuliano Lanfredini (5 dicembre 1449 - 21 febbraio 1474), da cui non ebbe figli;
3) nel 1475 con Margherita di Francesco di Jacopo di Guglielmo Giulli (battezzata il 30 dicembre 1457 - 26 agosto 1485), da cui ebbe sette figli:
- Antonio Matteo (26 febbraio 1476 - fra il 1525 e il 1532); sposò Nanna di Giovanni Luparelli e lasciò discendenza;
- Maddalena Maria (4 - 27 novembre 1477);
- Giuliano Salvestro (31 dicembre 1478 - 3 maggio 1525), esercitò come il padre l'arte del notaio, e fu l'ideatore dei costumi eseguiti in occasione del carnevale fiorentino del 1516, a cui fu presente Leone X; sposò Alessandra di Giovanni d'Antonio Dini e ne ebbe due figlie, Margherita (1513-?) e Violante (1517-1589, moglie di ser Piero Coralmi);
- Lorenzo Miniato (24 ottobre 1480 - sepolto il 30 dicembre 1544); lanaiolo, fu autore di un Confessionale, ora conservato presso la Biblioteca Riccardiana di Firenze;
- Violante Caterina (27 novembre 1481 - dopo il 1505), sposò il 23 luglio 1503 Francesco di Domenico Buonamici;
- Domenico Matteo (21 febbraio 1484 - poco dopo);
- Domenico Benedetto (20 marzo 1485 - 11/19 gennaio 1563), sposò il 22 novembre 1536 Fioretta di Stefano di Vittore da Bacchereto e lasciò numerosa discendenza, tuttora esistente.

4) a soli tre mesi dalla morte della terza moglie, il 12 novembre 1485, con Lucrezia di Guglielmo Cortigiani (battezzata il 5 marzo 1459 - 16 dicembre 1531), da cui ebbe nove figli:
- Guglielmo (21 ottobre - 5 dicembre 1486);
- Margherita Romola (16 dicembre 1487 - 5 maggio 1490);
- Benedetto Francesco Romolo (18 marzo 1489 - di peste 30 ottobre 1531), prete;
- Pandolfo Vittorio (28 luglio 1490 - fra il 1514 e il 1518);
- Guglielmo Francesco (6 giugno 1492 - testò il 13 febbraio 1542, sposò Marietta di Leonardo Buonaccorsi (?-1584) e lasciò discendenza;
- Bartolomeo Vittorio (30 luglio 1493 - ?), sposò Margherita ... (?-25 aprile 1569) e fu padre di Pierino da Vinci;
- Margherita (3 gennaio 1496 - dopo il 1505);
- Giovanni Francesco (9 gennaio 1499 - dopo il 1549), oste e macellaio;
- Lucrezia (postuma, fine 1504 o inizio 1505 - sepolta il 14 marzo 1505).

Si ricordano inoltre altri due figli illegittimi di ser Piero, Benedetto (nato dopo il 1452) e Bartolomeo (vissuto pochi mesi nel 1485).
Leonardo ebbe così oltre una dozzina tra fratellastri e sorellastre, tutti molto più giovani di lui (l'ultimo nacque quando Leonardo aveva quarantasei anni), con i quali ebbe pochissimi rapporti, ma che gli diedero molte grane dopo la morte del padre nella contesa sull'eredità.
Accuratissimo calligrafo, ser Piero è ricordato anche come possessore ed esecutore di uno dei più belli e complessi segni notarili conosciuti - un intreccio di tre anelli diamantati con rami cosparsi di fogliami d'alloro - per il quale è stato fatto il nome, almeno come ispiratore, dello stesso Leonardo. Allo stesso modo,  una lettera «I»  apre l'unico suo protocollo superstite e in essa sono disegnati profili umani.
Muore il giorno 9 luglio del 1504, l'evento è così annotato dal figlio Leonardo: "A dì 9 di luglio 1504, mercoledì a ore 7 morì Ser Piero da Vinci, notaio di Palazzo del Podestà, mio padre a ore 7..."